# Ruth Escobar
Maria Ruth dos Santos Escobar, được biết đến với nghệ danh là Ruth Escobar (31 tháng 3 năm 1935 – 5 tháng 10 năm 2017) là một nữ diễn viên điện ảnh và truyền hình người Brazil gốc Bồ Đào Nha, một nữ doanh nhân, và chính trị gia. Một biểu tượng nổi bật trong nhà hát Brazil, Escobar là một trong những nhà sản xuất văn hóa và nhà hoạt động văn hóa hàng đầu của đất nước.

## Tiểu sử

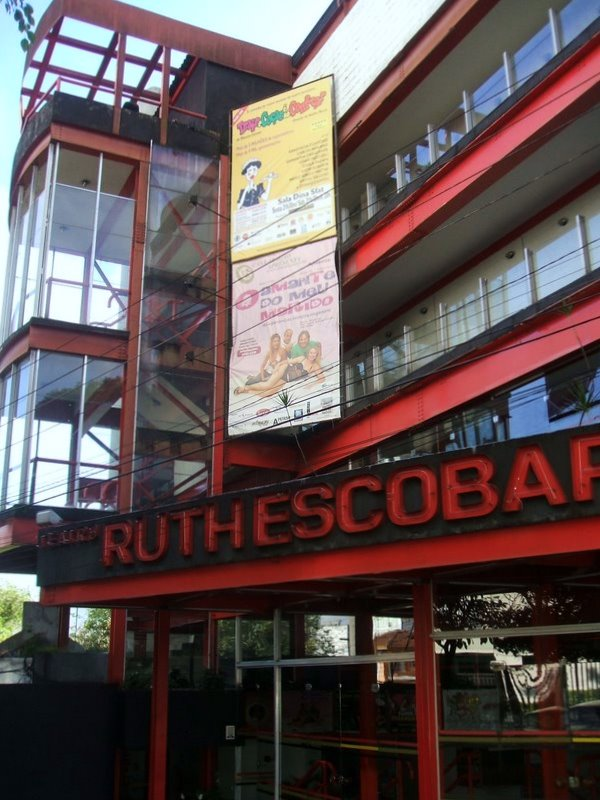
Teatro Ruth Escobar, được thành lập bởi Escobar vào năm 1963.

Escobar sinh ra ở Porto, Bồ Đào Nha, vào ngày 31 tháng 3 năm 1935. Cô di cư từ Bồ Đào Nha đến Brazil năm 1951, định cư ở São Paulo và kết hôn với Carlos Henrique de Escobar Fagundes, một triết gia, nhà thơ và nhà viết kịch. Sau đó, cô học diễn xuất ở Paris, Pháp và sau đó trở về São Paulo, nơi cô thành lập công ty sân khấu của riêng mình có tên Novo Teatro.
Cô thành lập một nhà hát khác, hiện được gọi là Teatro Ruth Escobar, ở São Paulo năm 1964. Nó trở thành một trung tâm nghệ thuật tiên phong trong suốt những năm 1960 và 1970. Sản phẩm của Ruth Escobar bao gồm The Threepenny Opera và Entertaining Mr Sloane.
Năm 1974, Entertaining Mr Sloane thành lập Liên hoan đầu tiên Internacional de Teatro (Liên hoan Sân khấu Quốc tế) để mang các tác phẩm sân khấu thế giới đến Brazil. Cô đã thành công mang nhiều tác phẩm và diễn viên quốc tế đến São Paulo cho các lễ hội, bao gồm các tác phẩm của Thời gian và cuộc đời của Bob Wilson của Joseph Stalin và Yerma của Victor Garcia. Escobar cũng đã đưa nhóm Els Joglars của Catalan, công ty Hamada Zenia Gekijo của Nhật Bản, City Players của Iran và Grupo G. Belli của Ý đến Brazil để tham dự các lễ hội.